# Rudolf Syringus Habsbursko-Lotrinský
Rudolf Rakouský (5. září 1919, Prangins, Švýcarsko – 15. května 2010, Brusel, Belgie) byl nejmladší syn posledního rakouského císaře Karla I. a jeho manželky Zity Parmské.

## Život
Narodil se rok po pádu monarchie, ve Švýcarsku, kde v té době jeho rodina žila. Byl pojmenován podle prvního římsko-německého krále z rodu Habsburků, Rudolfovi I. Část dětství strávil na Madeiře, kde zemřel jeho otec. Po jeho smrti se rodina roku 1922 přestěhovala do Belgie. Zde žili až do roku 1940, kdy po německé invazi uprchli do Kanady, kde Rudolf studoval ekonomii a sociální vědy na Université Laval v Québecu.
Podle své rodiny byl pod falešným jménem americkou armádou poslán do Rakouska, aby se zde zapojil do odboje. Po válce působil v oblasti financí na Wall Street, poté vedl kávové plantáže v Belgickém Kongu a nakonec se stal ředitelem banky v Belgii, kde žil až do konce života.
V březnu roku 1970 podepsal ve Švýcarsku s klášterem Muri jakožto zástupce rodiny Habsbursko-Lotrinské o založení rodinné hrobky v Loretanské kapli bývalého kláštera. Po matčině smrti roku 1989 byl zodpovědný za průběh jejího balzamování a uložení jejího srdce v rodinné hrobce.
Arcivévoda Rudolf zemřel ve věku 90 let v Bruselu, pohřben je stejně jako jeho první manželka Xenie (1929-1968) a tragicky zemřelý syn Karel Jan (1962-1975) v rodinné hrobce pod Loretánskou kaplí v klášteře Muri ve Švýcarsku.

## Manželství a potomci
Arcivévoda Rudolf se po zásnubách (30. dubna 1953) oženil poprvé 22. června 1953 v katolickém kostele Panny Marie Karmelské v Tuxedo Parku ve státě New York s ruskou hraběnkou Xenií Sergejevnou Černičev-Besobrasovou (11. června 1929 Paříž - 20. září 1968 Casteau, Belgie), mladší dcerou hraběte Sergeje Černičev-Besobrasova a jeho manželky hraběnky Alžběty Dmitrijevny Šeremetěvové. Svatby se zúčastnilo 100 hostů, mezi nimi i poslední rakouská císařovna Zita. Xenie byla teprve druhou pravoslavnou věřící, která se stala rakouskou arcivévodkyní, první byla velkokněžna Alexandra Pavlovna z dynastie Romanov-Holstein-Gottorp, která se provdala za uherského palatina, arcivévoduJosefa. Rudolf a Xenie spolu měli čtyři děti. Xenie zemřela v roce 1968 během autonehody v Belgii, kdy se jejich auto, ve kterém byl i Rudolf, srazilo s kamionem. Rudolf byl těžce zraněn, ale přežil. O sedm let později jejich nejmladší syn Karel Johannes ve třinácti letech v Bruselu také zemřel po autonehodě.
- 1. Marie Anna (* 19. května 1954) ∞ hrabě Peter Galicin (* 1955) z ruské knížecí rodiny, mají spolu šest dětí:
  - 1. princezna Xenia Petrovna (* 23. května 1983)
  - 2. princezna Tatiana Petrovna (* 16. srpna 1984)
  - 3. princezna Alexandra Petrovna (* 7. srpna 1986)
  - 4. princezna Marie Petrovna (* 11. května 1988 – 4. května 2020)[4] ∞ Rishi Roop Singh
    - 1. Maxim Vir Singh (* 10. února 2018)[5]

  - 5. princ Dimitri Petrovich (* 11. června 1990) ∞ Alexanda Evelyn Pollitt (* 1989)
  - 6. princ Ionn Teimouraz Petrovič (* 27. května 1992)
- 2. Karel Petr (* 1955) ∞ 1998 princezna Alexandra z Wrede (* 1970) z německé knížecí rodiny, mají dvě děti:
  - 1. Antonie (* 2000)
  - 2. Lorenz (* 2003)
- 3. Simeon (* 29. června 1958 Katana, Sud-Kivu, Belgické Kongo) ∞  1996 princezna María Bourbonsko-Sicilská (* 1967) z královského rodu Bourbonů, mají pět dětí:
  - 1. Jan (Johannes; * 29. října 1997 Hohenems, Vorarlbersko, Rakousko)
  - 2. Ludvík (Ludwig; * 16. listopadu 1998 Grabs, St. Gallen, Švýcarsko)
  - 3. Isabela (Isabelle; * 14. září 2000 Grabs, St. Gallen])
  - 4. Carlotta (* 16. lena 2003 Grabs, St. Gallen)
  - 5. Filip (Philipp; * 15. ledna 2007 Grabs, St. Gallen)
- 4. Karel Johannes (1962 - 1975 Brusel, autonehoda)

Od 15. října 1971 byl Rudolf podruhé ženatý s princeznou Annou Gabrielou z Wrede (* 1940), se kterou měl jednu dceru:
- 5. Kateřina Marie (* 1972), manžel hrabě Maximiliano Secco di Aragona (* 1967), mají spolu tři děti.

## Vývod z předků
|                                      |                                           |  |                   |                                          |  |  |  |  |  |  |  | František Karel Habsbursko-Lotrinský |
|                                      |                                           |  |                   |                                          |  |  |  |  |  |  |  |                                      |
|                                      | Karel Ludvík Habsbursko-Lotrinský         |  |                   |                                          |  |  |  |  |  |  |  |                                      |
|                                      |                                           |  |                   |                                          |  |  |  |  |  |  |  |                                      |
|                                      |                                           |  |                   | Žofie Bavorská                           |  |  |  |  |  |  |  |                                      |
|                                      |                                           |  |                   |                                          |  |  |  |  |  |  |  |                                      |
|                                      | Ota František Josef                       |  |                   |                                          |  |  |  |  |  |  |  |                                      |
|                                      |                                           |  |                   |                                          |  |  |  |  |  |  |  |                                      |
|                                      |                                           |  |                   | Ferdinand II. Neapolsko-Sicilský         |  |  |  |  |  |  |  |                                      |
|                                      |                                           |  |                   |                                          |  |  |  |  |  |  |  |                                      |
|                                      | Marie Annunziata Neapolsko-Sicilská       |  |                   |                                          |  |  |  |  |  |  |  |                                      |
|                                      |                                           |  |                   |                                          |  |  |  |  |  |  |  |                                      |
|                                      |                                           |  |                   | Marie Terezie Izabela Rakouská           |  |  |  |  |  |  |  |                                      |
|                                      |                                           |  |                   |                                          |  |  |  |  |  |  |  |                                      |
|                                      | Karel I.                                  |  |                   |                                          |  |  |  |  |  |  |  |                                      |
|                                      |                                           |  |                   |                                          |  |  |  |  |  |  |  |                                      |
|                                      |                                           |  |                   | Jan I. Saský                             |  |  |  |  |  |  |  |                                      |
|                                      |                                           |  |                   |                                          |  |  |  |  |  |  |  |                                      |
|                                      | Jiří I. Saský                             |  |                   |                                          |  |  |  |  |  |  |  |                                      |
|                                      |                                           |  |                   |                                          |  |  |  |  |  |  |  |                                      |
|                                      |                                           |  |                   | Amálie Augusta Bavorská                  |  |  |  |  |  |  |  |                                      |
|                                      |                                           |  |                   |                                          |  |  |  |  |  |  |  |                                      |
|                                      | Marie Josefa Saská                        |  |                   |                                          |  |  |  |  |  |  |  |                                      |
|                                      |                                           |  |                   |                                          |  |  |  |  |  |  |  |                                      |
|                                      |                                           |  |                   | Ferdinand II. Portugalský                |  |  |  |  |  |  |  |                                      |
|                                      |                                           |  |                   |                                          |  |  |  |  |  |  |  |                                      |
|                                      | Marie Anna Portugalská                    |  |                   |                                          |  |  |  |  |  |  |  |                                      |
|                                      |                                           |  |                   |                                          |  |  |  |  |  |  |  |                                      |
|                                      |                                           |  |                   | Marie II. Portugalská                    |  |  |  |  |  |  |  |                                      |
|                                      |                                           |  |                   |                                          |  |  |  |  |  |  |  |                                      |
| Rudolf Syringus Habsbursko-Lotrinský |                                           |  |                   |                                          |  |  |  |  |  |  |  |                                      |
|                                      |                                           |  |                   |                                          |  |  |  |  |  |  |  |                                      |
|                                      |                                           |  | Karel II. Parmský |                                          |  |  |  |  |  |  |  |                                      |
|                                      |                                           |  |                   |                                          |  |  |  |  |  |  |  |                                      |
|                                      | Karel III. Parmský                        |  |                   |                                          |  |  |  |  |  |  |  |                                      |
|                                      |                                           |  |                   |                                          |  |  |  |  |  |  |  |                                      |
|                                      |                                           |  |                   | Marie Tereza Savojská                    |  |  |  |  |  |  |  |                                      |
|                                      |                                           |  |                   |                                          |  |  |  |  |  |  |  |                                      |
|                                      | Robert I. Parmský                         |  |                   |                                          |  |  |  |  |  |  |  |                                      |
|                                      |                                           |  |                   |                                          |  |  |  |  |  |  |  |                                      |
|                                      |                                           |  |                   | Karel Ferdinand Bourbonský               |  |  |  |  |  |  |  |                                      |
|                                      |                                           |  |                   |                                          |  |  |  |  |  |  |  |                                      |
|                                      | Luisa Marie Terezie z Artois              |  |                   |                                          |  |  |  |  |  |  |  |                                      |
|                                      |                                           |  |                   |                                          |  |  |  |  |  |  |  |                                      |
|                                      |                                           |  |                   | Marie Karolína Neapolsko-Sicilská        |  |  |  |  |  |  |  |                                      |
|                                      |                                           |  |                   |                                          |  |  |  |  |  |  |  |                                      |
|                                      | Zita Bourbonsko-Parmská                   |  |                   |                                          |  |  |  |  |  |  |  |                                      |
|                                      |                                           |  |                   |                                          |  |  |  |  |  |  |  |                                      |
|                                      |                                           |  |                   | Jan VI. Portugalský                      |  |  |  |  |  |  |  |                                      |
|                                      |                                           |  |                   |                                          |  |  |  |  |  |  |  |                                      |
|                                      | Michal I. Portugalský                     |  |                   |                                          |  |  |  |  |  |  |  |                                      |
|                                      |                                           |  |                   |                                          |  |  |  |  |  |  |  |                                      |
|                                      |                                           |  |                   | Šarlota Španělská                        |  |  |  |  |  |  |  |                                      |
|                                      |                                           |  |                   |                                          |  |  |  |  |  |  |  |                                      |
|                                      | Marie Antonie Portugalská                 |  |                   |                                          |  |  |  |  |  |  |  |                                      |
|                                      |                                           |  |                   |                                          |  |  |  |  |  |  |  |                                      |
|                                      |                                           |  |                   | Konstantin Löwenstein-Wertheim-Rosenberg |  |  |  |  |  |  |  |                                      |
|                                      |                                           |  |                   |                                          |  |  |  |  |  |  |  |                                      |
|                                      | Adelaida z Löwenstein-Wertheim-Rosenbergu |  |                   |                                          |  |  |  |  |  |  |  |                                      |
|                                      |                                           |  |                   |                                          |  |  |  |  |  |  |  |                                      |
|                                      |                                           |  |                   | Anežka Hohenlohe-Langenburská            |  |  |  |  |  |  |  |                                      |
|                                      |                                           |  |                   |                                          |  |  |  |  |  |  |  |                                      |